# Берёзово (Шумихинский район)
Берёзово — село в Шумихинском районе Курганской области России. Административный центр Берёзовского сельсовета.

## География
Село находится на западе Курганской области, в лесостепной зоне, на берегах озёра Березово, при автодороге 37Н-2204 (Малое Дюрягино — Березово — Чистое), на расстоянии примерно 12 километров (по прямой) к юго-западу от Шумихи, административного центра района. Абсолютная высота — 172 метра над уровнем моря.
Климат
Климат характеризуется как континентальный с холодной малоснежной зимой и коротким тёплым летом. Средняя температура воздуха самого тёплого месяца (июля) составляет 18,5 °C (абсолютный максимум — 39 °C); самого холодного (января) — −16,8 °C (абсолютный минимум — −48 °C). Среднегодовое количество атмосферных осадков составляет 429 мм, из которых 323 мм выпадает в тёплый период.

## История
До 1917 года входило в состав Каменной волости Челябинского уезда Оренбургской губернии. По данным на 1926 год состояло из 230 хозяйств. В административном отношении являлось центром Берëзовского сельсовета Шумихинского района Челябинского округа Уральской области.

## Население
| 1989 | 2002 | 2010 |
| ---- | ---- | ---- |
| 392  | ↘358 | ↘302 |

По данным переписи 1926 года в селе проживало 1022 человека (470 мужчин и 552 женщины), в том числе: русские составляли 100 % населения.
Гендерный состав
По данным Всероссийской переписи населения 2010 года в гендерной структуре населения мужчины составляли 45,4 %, женщины — соответственно 54,6 %.
Национальный состав
Согласно результатам Всероссийской переписи населения 2002 года, в национальной структуре населения русские составляли 94 % из 358 чел.